# Marcel Prévost
Eugène Marcel Prévost (Párizs, 1862. május 1. – Vianne, 1941. április 8.) francia író.

## Magyarul megjelent művei
- Lemondás. Regény, 1-2.; ford. B. A.; Athenaeum, Bp., 1895 (Az Athenaeum olvasótára)
- Laura húgom. Regény; Magyar Hírlap, Bp., 1895 k.
- Félszűzek; ford. Virágh Lajos; Kun, Bp., 1896
- A szerelmes bíró. Regény; Magyar Hírlap, Bp., 1897
- Juliette házassága; ford. Rózsa Géza; Sachs és Pollák, Bp., 1898
- Félszűzek; ford. Rényi Gyula; Gönczi, Szeged, 1898
- Nazaréthi szűz; ford. Rózsa Géza; Sachs-Pollák, Bp., 1898
- Marcel Prévost: A titkos kert. Regény, 1-2.; ford. Hevesi Sándor / Coppée Ferencz: Jótékony bűntett; ford. Fáy J. Béla; Singer-Wolfner, Bp., 1898 (Egyetemes regénytár)
- Az énekesnő; ford. Dietrich Gyula; Sachs-Pollák, Bp., 1899
- A sárga dominó; ford. Bethlen Oszkár; Sachs-Pollák, Bp., 1899
- A párisi nők; ford. Dietrich Gyula; Sachs-Pollák, Bp., 1899
- Az énekesnő. Regény; ford. Zigány Árpád; Vass, Bp., 1899
- Egy párisi házasság és egyéb történetek; ford. Zigány Árpád; Vass, Bp., 1899
- A vadrózsa és egyéb történetek; ford. Zigány Árpád; Vass, Bp., 1899
- A fekete Vénusz és egyéb történetek; ford. Zigány Árpád; Vass József, Bp., 1899
- Franczia elbeszélők tára. Második sorozat. Daudet, Claretie, Prévost, Coppée, Alis, Epheyre; ford. Ambrus Zoltán és B. Tölgyessy Margit; Lampel, Bp., 1900 k. (Magyar könyvtár)
- Frida [Az Erős szüzek c. regényciklus első része]; ford. Gábor Ignác; Athenaeum, Bp., 1900 (Az Athenaeum olvasótára)
- Nimbâ, abessziniai történet / Női levelek; ford. Molnár Márton, Marquis Géza; Pallas, Bp., 1900
- A skorpió; ford. Podmaniczky Horác; Sachs-Pollák, Bp., 1900
- Lea, 1-2. köt. [Az Erős szüzek c. regényciklus 2. része]; ford. Elek Artúr; Athenaeum, Bp., 1901 (Jeles elbeszélők kincsestára)
- Pierre Louy¨s, Marcel Prévost: Francia elbeszélők tára. 5.; ford. Gábor Andor; Lampel, Bp., 1905 (Magyar könyvtár)
- Mit tanuljanak a lányok; ford. Benedek Marcell; Lampel, Bp., 1912 (Magyar könyvtár)
- Asszonyi dolgokról; ford. Balla Ignác; Athenaeum, Bp., 1913 (Modern könyvtár)
- Missette; ford. Császár Ernő; Lampel, Bp., 1913 (Magyar könyvtár)
- A végrendelet és egyéb elbeszélések; ford. Benedek Marcell; Lampel, Bp., 1914 (Magyar könyvtár)
- Úr és szolga. Regény; ford. Benedek Marcell; Bíró, Bp., 1917
- Laura kisasszony. Regény; ford. Aranyossy Pál; Athenaeum, Bp., 1919 (Olcsó regény)
- Az őrangyalok; ford. Lakatos Lászlóné; Révai, Bp., 1920 (Világszép regények)
- Chonchette; Érdekes Újság, Bp., 1921 (Legjobb könyvek)
- Nők levelei; ford. Malonyay János; Sacelláry, Bp., 1921
- Don Juan estéje; ford. Kovács Zoltán; Singer-Wolfner, Bp., 1921 (Milliók könyve)
- Szerelmes szívek; ford. Takács Mária; Világirodalom, Bp., 1922 (Világirodalom könyvtár)
- Moloch úr és neje; ford. Benedek Marcell; Franklin, Bp., 1922 (Külföldi regényírók)
- Női levelek; ford. Takács Mária; Otthon Ny., Bp., 1922 (Világirodalom könyvtár. Új sorozat)
- Don Juan ő nagyságák című regényéből a Pesti Hírlapban nov. 12-től 25-ig megjelent folytatások; Pesti Hírlap, Bp., 1923
- Don Juan ő nagyságák. Regény; ford. Kosztolányi Dezső; Légrády, Bp., 1923
- Őszi alkony; ford. Kalotai Sándorné; Franklin, Bp., 1926
- Kis katonák. Leányregény; ford. Gaal Mózes; Légrády Ny., Bp., 1926
- Az olthatatlan tűz. Regény; ford. L. Ujváry Lajos; Genius, Bp., 1927
- A végrendelet és egyéb elbeszélések; ford. Benedek Marcell; Lampel, Bp., 1927 (Magyar könyvtár)
- A barátom barátnője; ford. König György; Légrády, Bp., 1928
- A szűz férfi. Regény; ford. ifj. Bókay János; Athenaeum, Bp., 1930
- Akit az asszonyok szeretnek; ford. ifj. Bókay János; Athenaeum, Bp., 1933
- Szeretsz? Szeretlek!; Csongor, Bp., 1943